# Глибочиця (Київ)
Глибо́чиця — це історична місцевість міста Києва, яр, урочище, що розташовані природно навколо однойменної річки у верхній частині її течії (над Подільським районом). У частині давнього Києва це визначене утворення (місцевість), характерно яскравий індивідуалізований район. Розглядається в філології як оронім. Назва походить від слова укр. глибоко; рос. глубоко — рос. Глубочица.

## Історія
- У добу Київської Русі — при впадінні р. Глибочиця в р. Почайна (де сучасна Волоська вулиця) було язичницьке капище божка Велеса[5]. При описі Копиріва кінця згадується ця місцина як та, що «перед городом», на заході м. Києва за так званими «Жидівськими воротам» (нині це за Львівською площею на захід)[6]. У той час урочище Глибочиця було передмістям Києва. Назва Глибочицького яру не була зафіксована в джерелах того часу, оскільки і назва самої річки Глибочиці була просто «Ручай» (про назву якої досі дискутують), річки що впадала в річку Дніпро через Поділ (нині — Подільський район). Але безсумнівно, старовинність цього урочища настільки давня, наскільки давньою є і сама річка Глибочиця, що живиться з підземного струмку, дощів й талого снігу. Бо урочище чи яр є серед гір (пагорбів тощо), що є ділянкою навколо місцевості з природними ознаками лісу, поля, боліт, луків тощо. Воно природно становить межу (русло), що формується по берегах від потоку річки: глибока довга западина, що утворена внаслідок розливу потоками (балка, прірва, чорторий, звір)[1]. Глибочиця розмежовувала Поділ та передмістя[7]. З 880 року в часи правління князя Олега Віщого на Глибочиці розбудовується річкова гавань — необхідний містобудівний компонент столиці[8].  Урочище (яр) «Глибочиця» відносилося до «посадських» районів Києва XI–XIII ст.: Копирів кінець, Замкова гора, Щекавиця, Детинець, що тягнулися до північно-західної частини від «Ярославового міста» уздовж київських гірських виступів до Глибочицького узвозу, де нині вулиця Обсерваторна, Кудрявська, Смірнова-Ласточкіна. Обнесені глибоким ровом, земляним валом (площа 40 га), що було штучним фортифікаційним укріпленням (дерев'яні «ряжі» по берегах русла Глибочиці в XI ст.)[9]. Де були споруджені церква Іоанна (1121 р.), монастир Симеона (1147 р.). У Літописі згадуються Либідські броди, що впадають в р. Дніпро (Почайна, Глибочиця, Киянка, Юрковиця), на маршруті «Хрещатик—Клов»[10].
- У добу Козацької держави — залюднення території урочища Глибочиці розпочалось наприкінці XVII ст. (слободи у сфері міського впливу), за подільськими укріпленнями (дерев'яними стінами з баштами)[11]. Це улюблене місце відпочинку студентської молоді (колегіантів), проведення ними свят у національних традиціях; місце відпочинку киян, міщан, козацьких значкових товаришів, купецької молоді, де грали музики і співали хори[12].

|  | Тричі на рік оголошувалися рекреації - дні короткого перепочинку від занять, обов'язково в будні, в гарну погоду. Студенти й викладачі виходили за місто, найчастіше - на Щекавицю, до урочища Глибочиця, до Кирилівського монастиря, тобто в місця чудової природи. Обов'язково - з оркестром, хором, вертепом, театральними виставами, спортивними знаряддями - кеглями, м'ячами тощо. Дні студентських рекреацій були святом і для киян, які дружно йшли і їхали за «академіками», захоплено сприймали їхній спів, декламації, театральні дійства й щедро винагороджували виконавців цукерками, пряниками, горіхами, якими загодя запасалися. |

На плані Києва 1400–1600 рр. (згідно з Н. В. Закревським) основна частина киян мешкала біля фортифікаційного укріпленого району Подолу, що межував з Глибочицею (коло земляного валу з дерев'яними стінами). Що поєднувало Поділ з Верхнім містом, Боричивим узвозом, територія йшла уздовж р. Киянки й вулиці Глибочицької (на Печерськ, де мешкали лише ченці). У XVI–XVIII ст. на верхів'ї р. Глибочиці, у Глибочицькому ярі було кілька млинів.
- У 1820 р. — зафіксована офіційна назва власне як урочище Глибочиця, що локалізована між горами (йдеться про Щекавицю та Кудрявицю), воно є малонаселеною місцевиною[16]. Хоча в історичній пам'яті корінних киян ця місцевина була і є як Глибочиця незалежно від друкованих анналів, навіть коли пізніше річка Глибочиця зникла з-перед очей для огляду киянами, не є приступною на відкритому ландшафті для туристів. Уздовж річища прокладено вулицю Глибочицьку (відому з кінця XVIII ст.). Починається це річище зі струмку річки Глибочиці у Кмитовому ярі. — У 1813 р. — київський купець Іван Алексєєв вибудував нову каплицю для Старообрядницької Православної Церкви в урочищі Глубочиця[17][18]. Глибочицю почали заселяти міщани 1-2 поверховими будинками у середині XIX ст., що були знесені у 1960-1980-х роках[19].
- У 1857–1900 рр. — західна брама Києва «Жидівські ворота» або пізніше названі як «Львівські ворота» (позначали межі міста Києва), були відновлені під назвою Житомирські або Тріумфальні на честь приїзду до Києва імператора Олександра ΙΙ. Отже урочище Глибочиця залишалося за межами Києва[20]. У 1888 р. відоме було «Глибочицьке шосе», що з'єднювалося з трактом «Брест-Литовський» (нинішня назва «проспект Перемоги»), і було «окраїною нагірного Києва»[21].
- У 1902 р. — урочище Глибочиця з передмістями м. Києва є юрисдикцією 5-ї Лук'янівської поліцейської дільниці (жандармерія Російської імперії), одної з восьми в тогочасному м. Києві (М. Н. О. П. квадратна клітинка № 18-19). Де є так звані «дворові місця» (певна кількість серед 1550 Лук'янівських на 380 десятин площі), садиби (певна кількість серед 27 Лук'янівських площею 253 десятини) і хутори з домами певної кількості серед 28 000 усіх в тогочасному м. Києві; і певна кількість жителів серед 300 000 мешканців усього тогочасного м. Києва[22]. Садиби урочища Глибочиці умовно відносять до «Київської Швейцарії»[23], як елітну нерухомість (в верхній частині річки Глибочиця). Але у нижній її частині на Подолі (нинішньому Подільському районі) — називали ще «Канавою (смітником)»[24].
- У період СРСР — урочище Глибочиця є частиною Києва і відведене під забудову промисловими підприємствами, вздовж вулиці Глибочицька (у 1960-1980-х роках)[19], у 1955 р. утворений Глибочицький проїзд, ліквідований наприкінці 1970-х рр. Глибочицький провулок,
- В Україні — заплановане будівництво станції метрополітену «Глибочицька».

## Межі площі Глибочиці
- Окреслення чітких меж (ідентифікація кордонів): Глибочицький яр (урочище) є у верхів'ї річки Глибочиці, обабіч русла річка Глибочиці, де починається сама річка з однойменною назвою. Нижня частина — є у Подільському районі і іронічно названа киянами «Канава» (ще наз. як «Канал», «Помийник»)[25].
- Глибочиця — це одночасно і урочище, і яр, і річка, вулиці. Місце-розташування річки, вулиці — одночасно в Шевченківському та Подільському районах. Але яр, урочище — тільки в Шевченківському районі.

Площа урочища (яру) пролягаєдо місцевостей Вовчий яр, Кмитів яр, Кудрявець, Лук'янівка, Татарка, Чмелів яр, Щекавиця. Починається цей Глибочицький яр (урочище) там, де початок підземного джерела річки Глибочиці — біля сучасної вулиці Лермонтовської та провулку Криловського. Далі — по сучасній вулиці Глибочицькій обабіч русла річки Глибочиця (правої притоки річки Почайна), коло Житнього ринку впадав струмок Киянка з яру Кожум'яки. Ліворуч від русла річки Глибочиці — до Вовчого яру, Кмитового яру, Чмелєвого яру, Чорного яру. Праворуч русла річки Глибочиці яр «Глибочиця» — сягає до меж Косогірного яру (вздовж провулку Косогірного) і Вознесенського яру (вздовж вулиці Петрівської), до урочища Кожум'яки. Часто Глибочицьке урочище було названо плутано як Кудрявець чи Биківець.
- Тепер у сучасному урочищі «Глибочиця» є промислова зона (промзона). Крім вулиці «Глибочицька» — є Глибочицький проїзд (з 1995 р.). Існували історично провулок Великий Глибочицький та Малий Глибочицький (ліквідований при переплануванні Подолу).